# Shyamala Balasubramanian Cowsik
Shyamala Balasubramanlan Cowsik es una diplomática de carrera india retirada.
- Ingresó al All India Services a través del examen  - donde fue la primera mujer en encabezar la lista de los candidatos seleccionados en todo el país de más de 100.000 contendientes.
- El 01 de enero de 1955 entró al en:Indian Foreign Service.
- Su primera misión diplomática en Ginebra, donde se desempeñó como vicecónsul y, más tarde, como Cónsul de la India, mientras que actúa simultáneamente como Delegado Alterno a varias conferencias de la ONU.
- Fue empleado en Washington D C, Bangkok y Belgrado.
- De 12 de noviembre de 1992 a 1995 fue embajadora en Manila (Filipinas).
- de donde regresó a Washington D C como Jefe Adjunto de Misión, de nuevo por primera vez en una mujer.
- De 1995 al 15 de julio de 1997 fue Alta Comsionada en Nicosia.
- Del 12 de noviembre de 1992 a 1995 fue embajadora en Manila.
- Del Dec 2004 a Feb 2007 fue Alta Comisionada en Ottawa.[1]